# 2017년 일본의 텔레비전 드라마 목록
다음은 2017년에 일본의 텔레비전에서 방송되었던 드라마 프로그램을 나열한 목록이다.

## 1분기
- 《ALIFE ~사랑스러운 사람~》 (TBS)
- 《감옥의 가시》 (WOWOW)
- 《거짓말의 전쟁》 (KTV)
- 《검은장 ~시라이 신노스케의 대재앙~》 (NHK BS프리미엄)
- 《낙원》 (WOWOW)
- 《남수》 (닛폰TV방송망)
- 《낭독가게》 (NHK BS프리미엄)
- 《너에게 바치는 엠블럼》 (후지TV)
- 《닌자 고양이》 (BS후지)
- 《당신에게 드롭킥을》 (NHK)
- 《대가난》 (후지TV)
- 《도쿄 타라레바아가씨 (닛폰 TV 방송망)
- 《두부 프로레슬링》 (TV아사히)
- 《러브호텔 우에노씨》 (후지TV)
- 《렌탈사랑》 (TBS)
- 《마스야마 초능력사 사무소》 (NTV)
- 《막부 말기 미식가 무사의 밥》 (NHK BS프리미엄)
- 《미움 받을 용기》 (후지TV)
- 《바이플레이어즈 ~만약 6인의 명조연이 셰어하우스에서 산다면~》 (TV도쿄)
- 《벚꽃폭풍의 검사 ~에도 막부 말기를 살았던 여검사 나카자와 코토~》 (NHK BS 프리미엄)
- 《별 볼일 없는 아빠, 영웅이 되다! 벼량 끝! 인전광고 맨 분투기》 (TV도쿄)
- 《붉은 강 ~경시청 서무계 히토미의 사건부~》 (NHK)
- 《빼앗는 사랑, 겨울》 (TV아사히)
- 《사랑을 바라는 사람》 (YTV)
- 《세마리 아저씨 3 ~정의의아군, 세번째~》 (NHK)
- 《센주 크레이지 보이즈》 (NHK BS프리미엄)
- 《슈퍼 샐러리맨사에 나이씨》 ((닛폰 TV 방송망)
- 《쓰레기의 본망》 (후지TV)
- 《아오조라컷》 (NHK BS프리미엄)
- 《야마다 타카유키의 칸 영화제》 (TV도쿄)
- 《어머니 딸을 그만둬도 좋습니까》 (NHK)
- 《여자 성주 나오토라》 (NHK)
- 《여자 안의 타인》 (NHK BS프리미엄)
- 《오늘은 일진도 좋고》 (WOWOW)
- 《오사카순환선 사람 역마다의 사랑이야기》 (KTV)
- 《은과 금》 (TV도쿄)
- 《점령의 수호자 시즌 2》 (NHK)
- 《제로 ~ZERO~ ~DRAGON BLOOD~》 (TV도쿄)
- 《취활가족 분명 잘 될거야》 (TV아사히)
- 《칸죠 8호선》 (후지TV TWO)
- 《콰르텟》 (TBS)
- 《쿠모키리 니자에몽 3》 (NHK BS프리미엄)
- 《탐정소녀 아라사의 사건부》 (TV아사히)
- 《행복의 기억》 (MBS)
- 《후쿠토》 (WOWOW)

## 2분기
- 100만엔의 여자들 (TV도쿄)
- 3인의 아빠 (TBS)
- 4호 경비 (NHK)
- CODE: M 코드네임 미라쥬 (TV도쿄)
- CRISIS 공안 기동수사대 특수반 (KTV)
- PTA 할아버지 (NHK BS 프리미엄)
- 가공아 일기 (YTV)
- 거기엔 래퍼가 없다 ~마이크의 좁은길~ (TV도쿄)
- 겨울눈의 사람 (TV도쿄)
- 경시청 수사1과 9계 12 (TV아사히)
- 경시청 수사1과장 2 (TV아사히)
- 고독한 미식가 6 (TV도쿄)
- 귀족탐험 (후지TV)
- 그래도, 결혼하고 싶어! ~BL만화가의 꼬인 결혼 활동기
- 그린&블랙스 (WOWOW)
- 기후에이주 (나고야TV)
- 긴급취조실 2 (TV아사히)
- 낚시 바보일지 ~신입사원 하마사키 텐스케 2~ (TV도쿄)
- 당신을 그렇게까지는 (TBS)
- 리버스 (TBS)
- 마사지 탐정죠 (TV도쿄)
- 메이에키 1초메 1번 1호 ~사람과 행복을 있는 곳~ (CTV)
- 미소녀 ~NEXT GIRL Meets tokyo~ (후지TV)
- 미야자와 켄지의 식탁 (WOWOW)
- 바운서 (BS SPTV)
- 범죄 증후군 (도카이TV)
- 블랭 킷 캣 (NHK)
- 사람은 겉모습이 100% (후지TV)
- 사랑이 서툴러도 잘 살고 있습니다 (YTV)
- 사무라이 영혼 (BS재팬)
- 소스씨의 사랑 (NHK BS프리미엄)
- 어머니가 된다 (닛폰 TV 방송망)
- 여죄수 세븐 (TV아사히)
- 오늘 밤도 LL (도쿄MX)
- 오빠에게 너무 사랑받아서 곤란해요 (닛폰 TV 방송망)
- 와카코와 술 (BS재팬)
- 이 세상에 쉬운 일은 없다 (NHK BS프리미엄)
- 저, 운명의 사람입니다 (닛폰TV방송망)
- 정성을 다해 요리첩 (NHK)
- 츠바키문구점 ~가마쿠라 대서사이야기~ (NHK)
- 친구게임 (tvK)
- 카리스마 서점원이 뽑은 주옥의 한권 (후지TV)
- 타치바나노보루 청춘 비망록 2 (NHK BS프리미엄)
- 파옥 (TV도쿄)
- 파이널 판타지 XIV 빛의 아버지 (MBS)

## 3분기
- 1942년의 플레이 볼 (NHK)
- BORDER 2 속죄 (TV아사히)
- 검은 가죽수첩 (TV아사히)
- 검증수사 (후지TV)
- 겁쟁이 페달 2 (BS스카이)
- 경시청 제로계 ~생활안전과 뭐든지 상담실~ 2 (TV도쿄)
- 과보호의 카호코 (닛폰TV방송망)
- 뇌에 스마트 폰이 묻혔다 (YTV)
- 데드스톡 ~미지에의 도전~ (TV도쿄)
- 돌팔매질 ~외무성 기밀비를 파해진 수사2과의 남자들~ (WOWOW)
- 두사람의 캔버스 (NHK)
- 명함게임 (WOWOW)
- 미안하다 사랑한다 (TBS)
- 사보리만 간타로 (TV도쿄)
- 산여자일기 ~산페스티벌에 가다 / 알프스의 여왕~ (NHK BS프리미엄)
- 세실의 계획 (후지TV)
- 시모키 타자와 다이하드 (TV도쿄)
- 실수 스크램블 (후지TV TWO)
- 심해어 (TBS)
- 아시걸 (NHK)
- 아이노 결혼 상담소 (TV아사히)
- 아자카야 후지 (TV도쿄)
- 에츠짱 (NHK)
- 우리 남편은 일을 못해 (닛폰 TV 방송망)
- 우리들이 했습니다 (후지TV)
- 우물우물! 베지와 ~루도 (지바TV)
- 우츠보카즈라의 꿈 (도카이TV)
- 울트라맨지드 (TV도쿄)
- 유루수사 4 (TV아사히)
- 육망 (TBS)
- 이토군 A to E (TBS)
- 지금부터 당신을 협박합니다 (닛폰 TV 방송망)
- 짝사랑 (WOWOW)
- 카타의 나라에서 (NHK)
- 칸나씨 (TBS)
- 코드블루 ~닥터헬기 긴급구명~ 시즌 3 (후지TV)
- 파랑새따위 (후지TV TWO)
- 파이브 (후지TV)
- 플라쥬 (WOWOW)
- 헬로 네즈미 (TBS)
- 형사7인 3 (TV아사히)

## 4분기
- AI ~나와 그녀와 인공지능~ (후지TV)
- BORDER 충동 ~검시관 히가 미카~ (TV아사히)
- RE: Mind (넷플랙스)
- 감독의 공주님 (TBS)
- 거대한 악은 잠들지 않아 특수검사의 표적 (TV도쿄)
- 경시청 아키모노계 (후지TV)
- 과수연의 여자 17 (TV아사히)
- 나는 마리안에 (후지TV)
- 내일의 약속 (KTV)
- 닥터X 5 (TV아사히)
- 동네공장의 여자 (NHK)
- 러브호텔 우에노씨 2 (후지TV)
- 먼저 태어났을 뿐인나 (닛폰TV방송망)
- 미토코몬 (BS TBS)
- 민중의 적 ~세상, 이상하지 않습니까?~ (후지TV)
- 봉신 야츠루기 7 (지바TV)
- 부인은, 취급주의 (닛폰TV방송망)
- 불꽃의 전교생 BEBORN (넥플릭스)
- 붉은 수염 (NHK BS 프리미엄)
- 블랙 리벤지 (YTV)
- 빛과 그림자 (BS재팬)
- 사랑해도, 비밀은 있다 (WOWOW)
- 사쿠라의 오야코동 (도카이TV)
- 세토 우츠미 (TV도쿄)
- 신주쿠 세븐 (TV도쿄)
- 아카기 2 (BS SPTV)
- 아키라와 아키라 (WOWOW)
- 어른 고교 (TV아사히)
- 유니버설 광고사 ~당신의 인생, 팔아보겠습니다~ (TV도쿄)
- 전력실종 (NHK BS프리미엄)
- 정년 여자 (NHK BS프리미엄)
- 정말로 항해하고 있습니다 (MBS)
- 중요참고인 탐정 (TV아사히)
- 침묵법정 (WOWOW)
- 코우노도리 2 (TBS)
- 파트너 16 (TV아사히)
- 프리즌 호텔 (BS재팬)
- 프리지맨 (TV도쿄)
- 형사 유가미 (후지TV)

## 참고 자료
- ja:2017年のテレビドラマ (日本)

## 같이 보기
- 일본의 텔레비전 드라마 목록
- 2010년대 일본의 텔레비전 드라마 목록